# Empresa Nacional Santa Bárbara

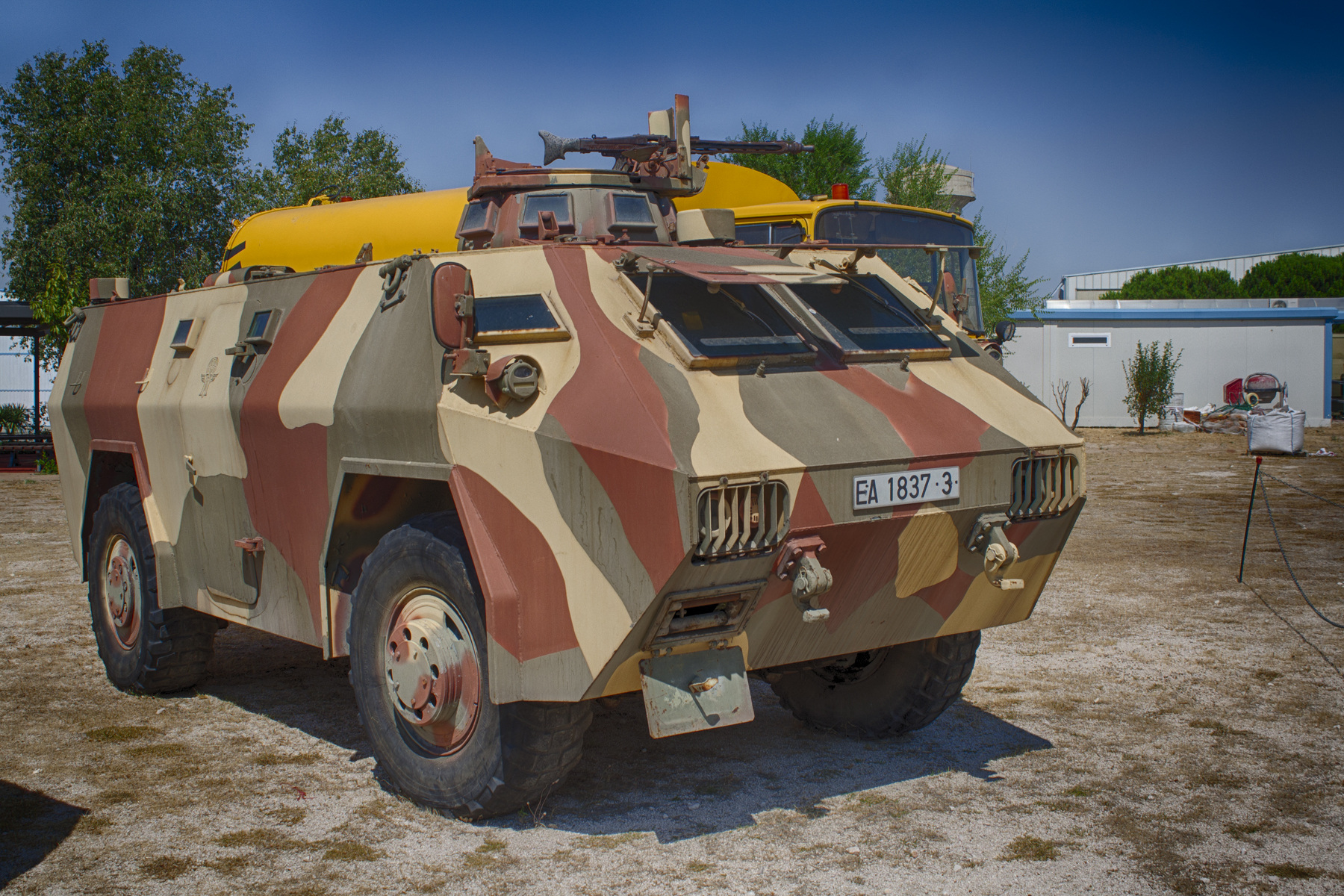
Blindé léger sur roues

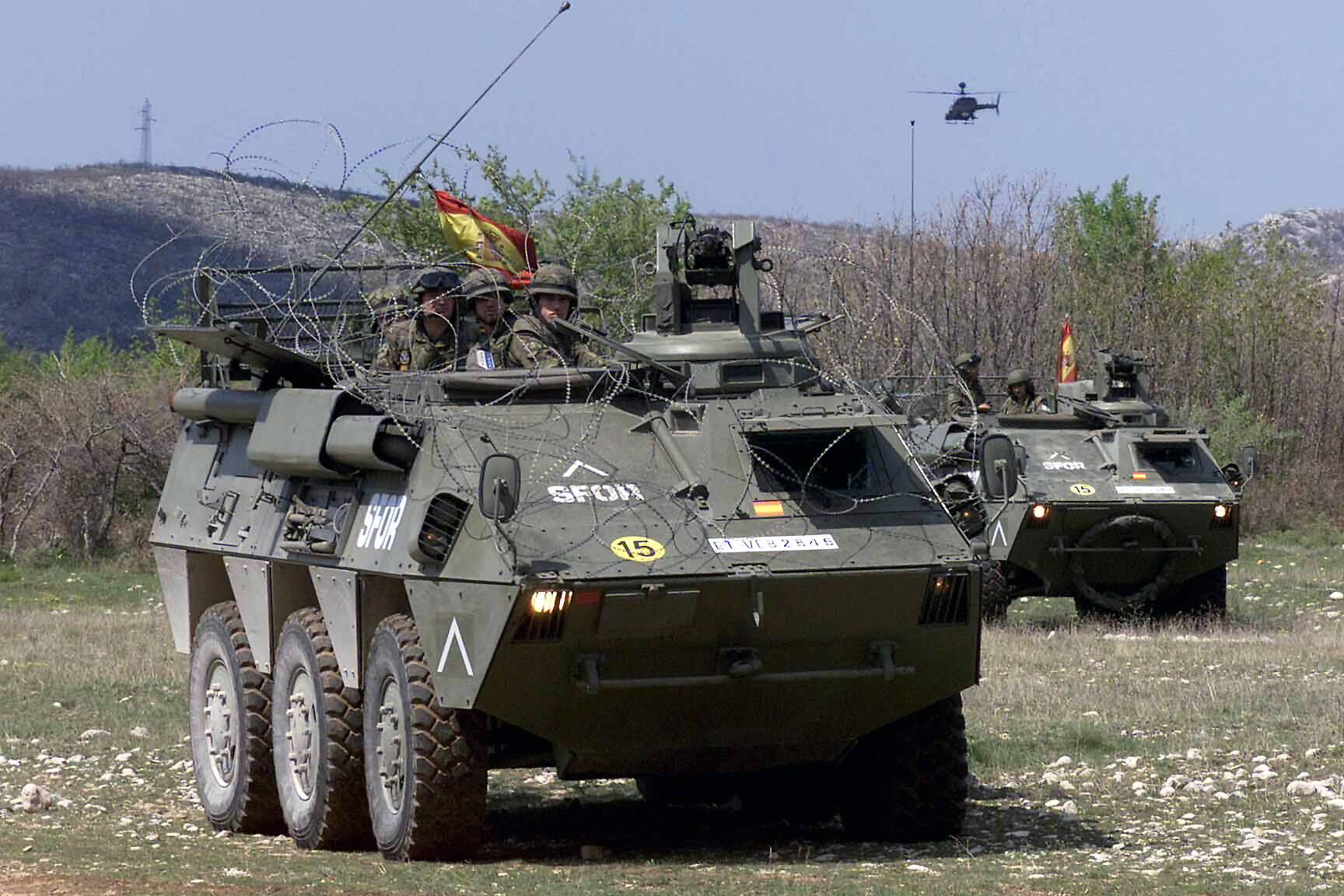
Blindé moyen sur roues

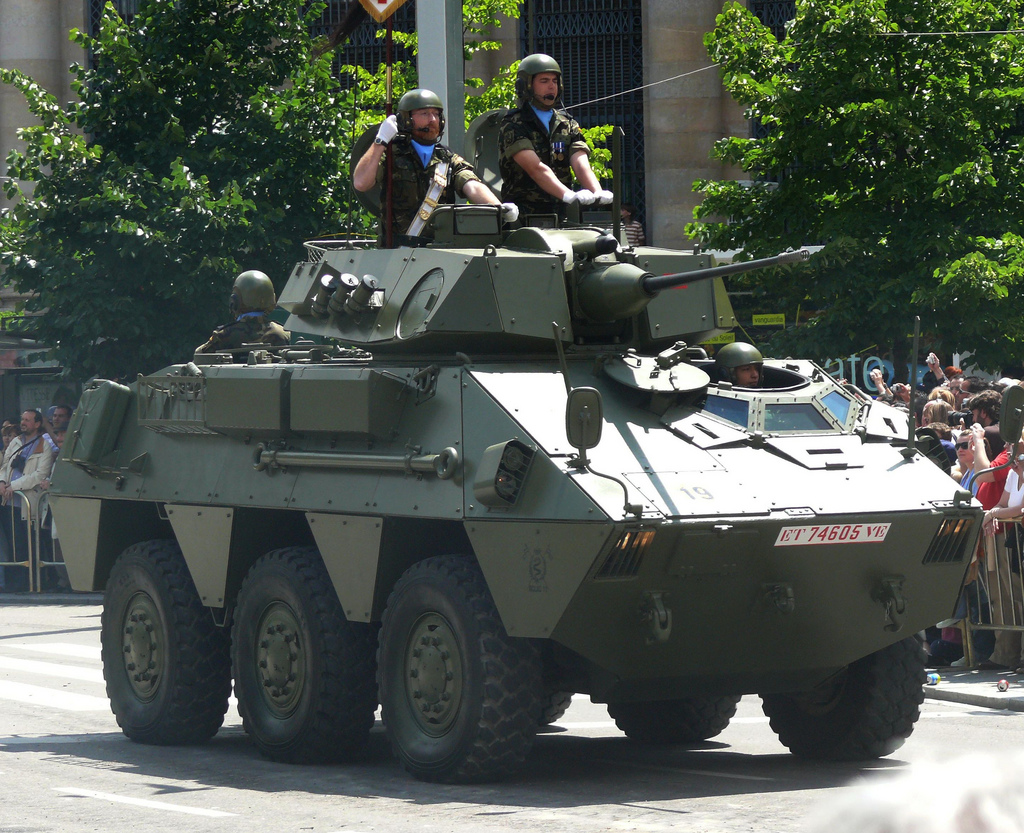
Véhicule d'exploration de cavalerie

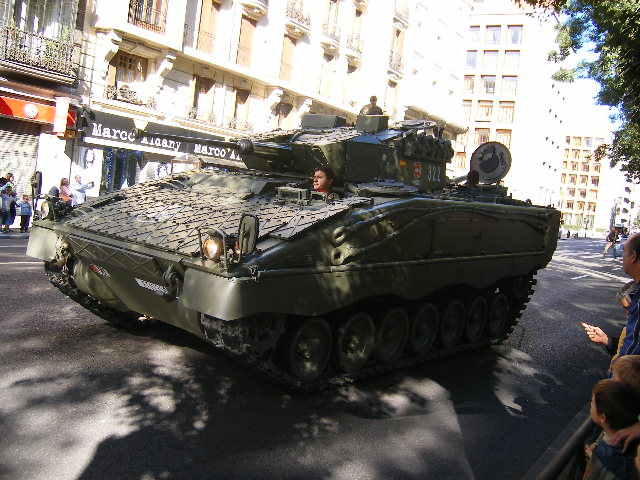
Pizarro de l'armée de terre espagnole

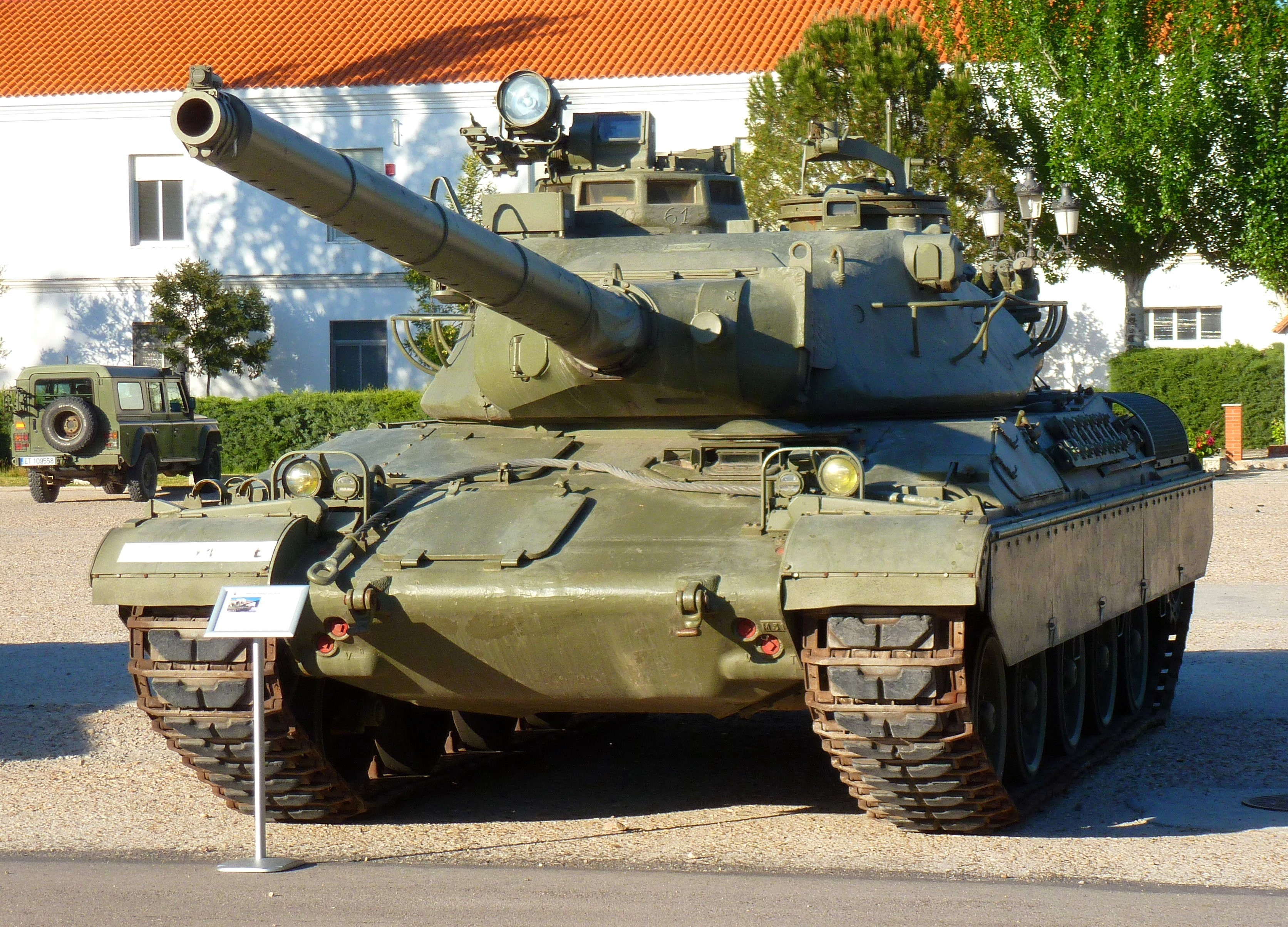
AMX-30E

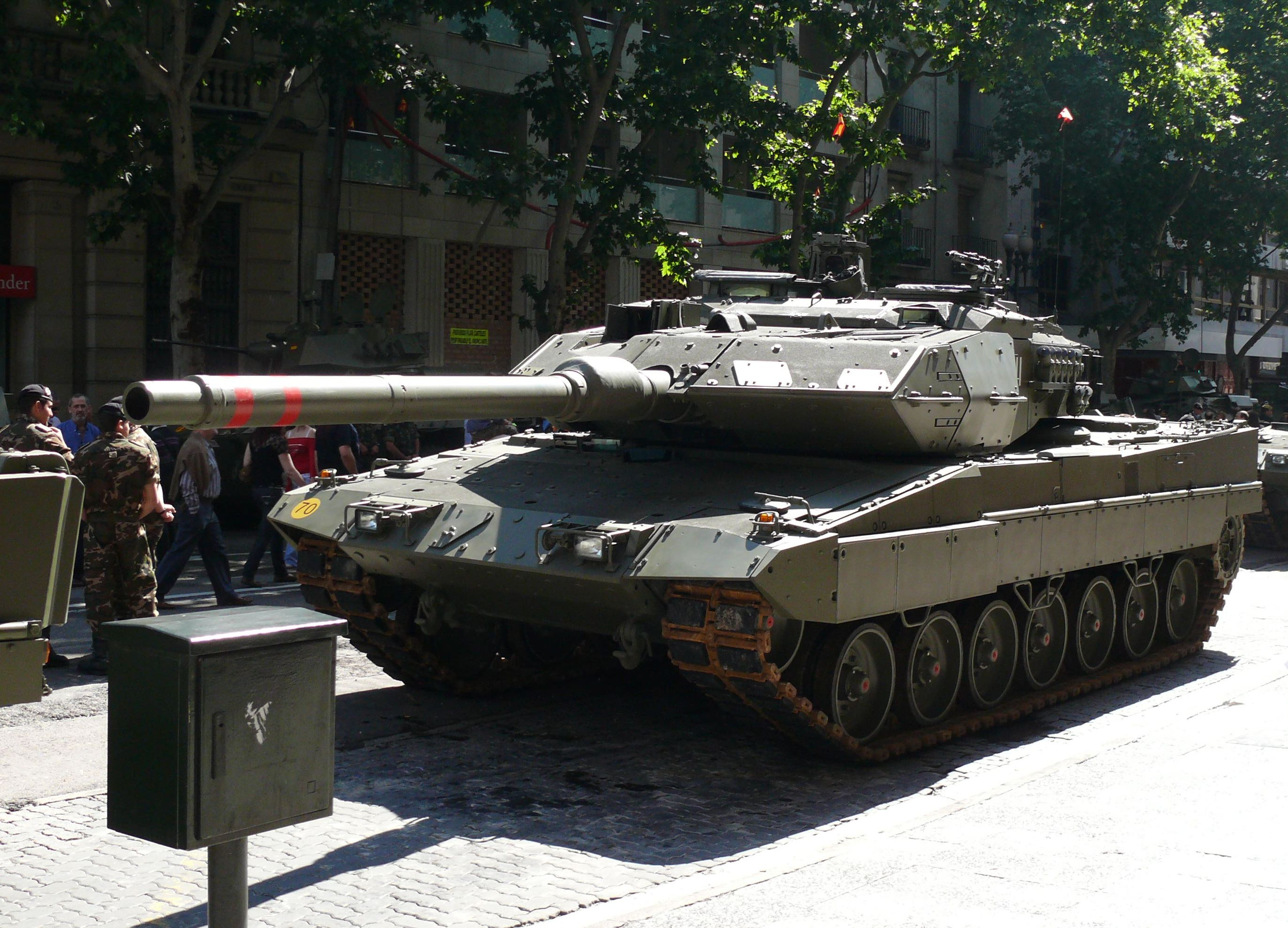
Leopard 2E

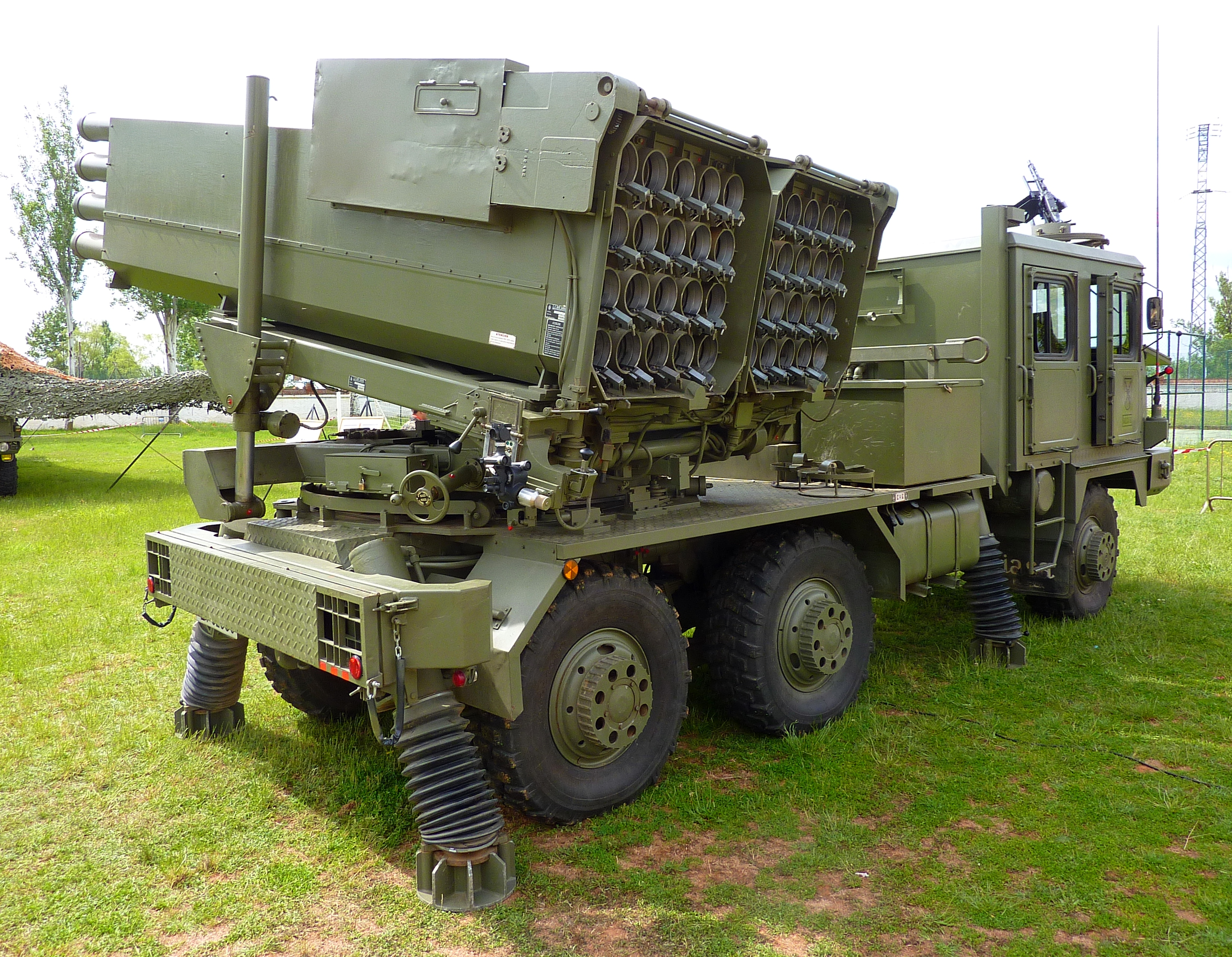
Lanceur mutliple Teruel

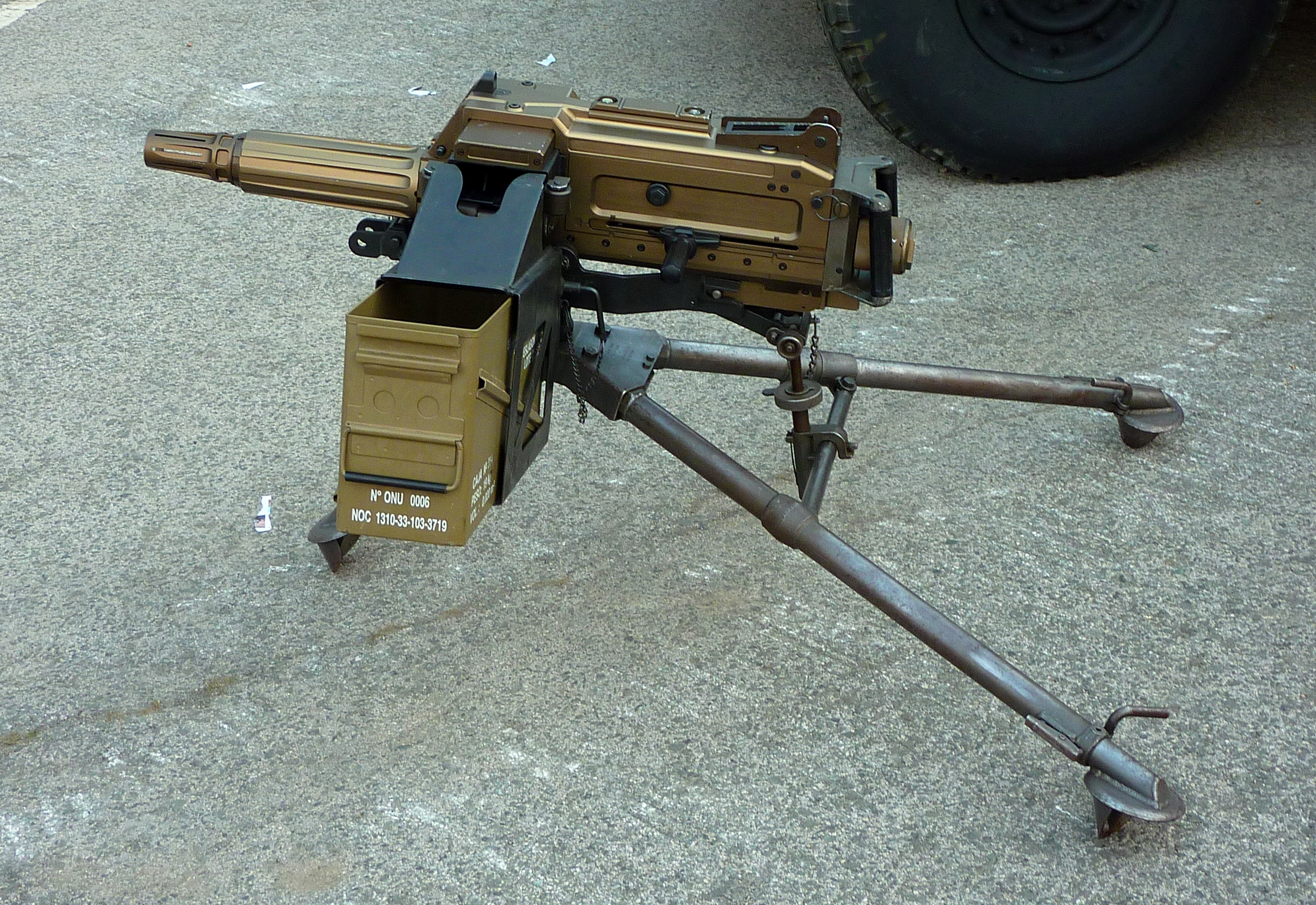
LAG 40

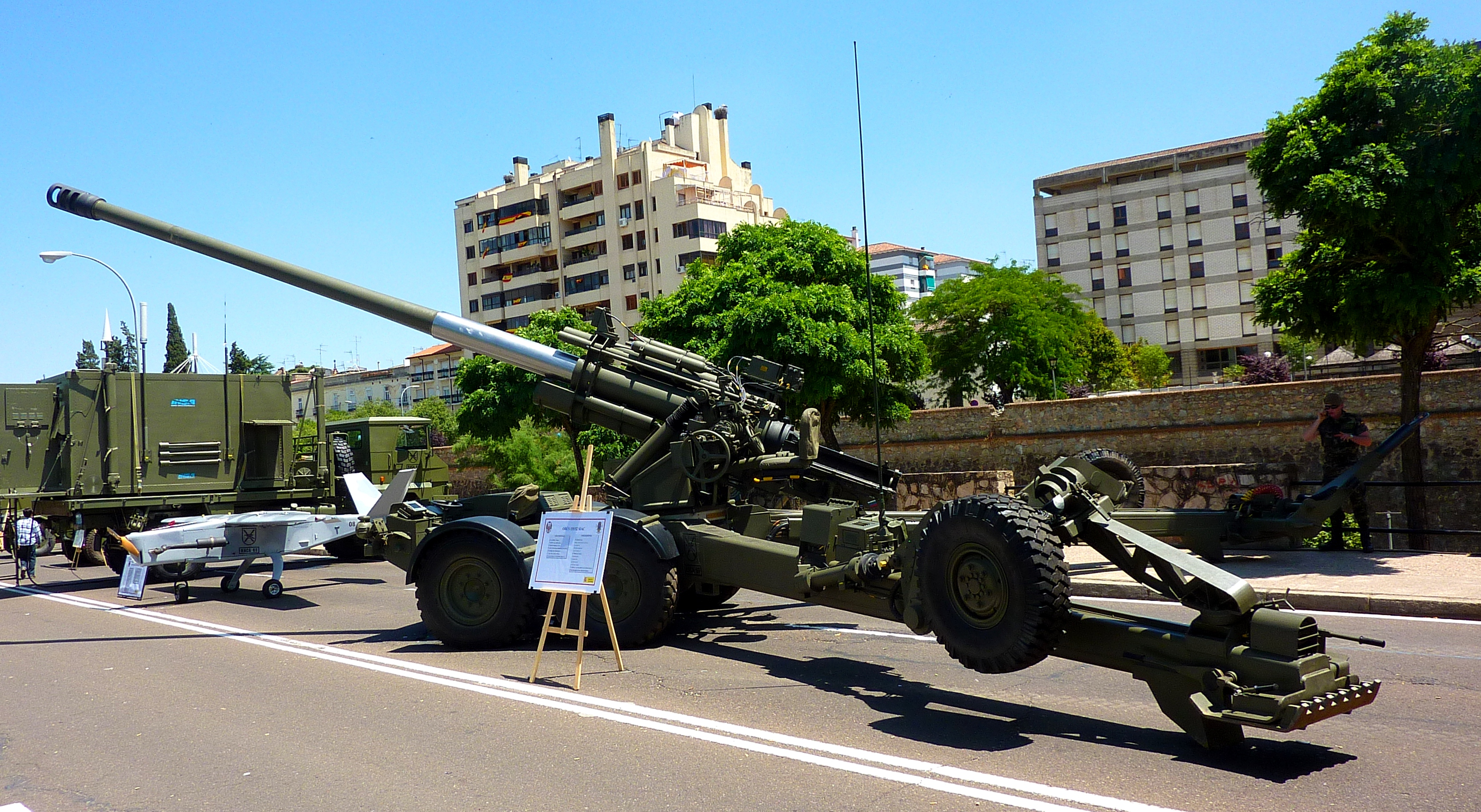
Santa Bárbara Sistemas 155/52

L'Empresa Nacional Santa Bárbara de Industrias Militares S.A. (pour Entreprise Nationale des Industries Militaires) fut créé en 1960 par Francisco Franco pour fournir son armement aux forces armées espagnoles. Son siège social est à Madrid.  Cette entreprise d'armement s'associa avec la firme autrichienne Steyr-Daimler-Puch pour produire le  ASCOD Pizarro / Ulan, avant que ces deux firmes soient absorbées par General Dynamics. L'entreprise est ainsi devenu Santa Bárbara Sistemas.

## Établissements
Cet équivalent espagnol de la DEFA réunit les établissements publics suivant :
- La Fabrique d'Artillerie de Séville, fondée en 1565 ;
- La Fabrique d'Armes de Tolède,  fondée en 1761 ;
- La Fabrique d'Armes d'Oviedo,  fondée en 1794 ;
- La Fabrique d'Armes de La Corogne, de fondation plus récente ;
- La Cartoucherie de Palencia, pour les munitions et les explosifs.

## Production

### Armes
- LAG 40, lance-grenade
- Santa Bárbara Sistemas 155/52, obusier remorqué.

### Véhicules blindés armés
En plus d'armes d'infanterie, cette structure étatique fabrique des véhicules blindés :
- BLR ("Blindado Ligero de Ruedas", blindé léger sur roues)
- BMR-600 ("Blindado Medio sobre Ruedas", Blindé moyen sur roues)
- VEC (Vehículo de Exploración de Caballería, véhicule d'exploration de cavalerie)
- ASCOD Pizarro / Ulan
- AMX-30E
- Leopard 2E

lance-roquettes multiple
- Teruel (LRM)